# Paraphylax subtilis
Paraphylax subtilis là một loài tò vò trong họ Ichneumonidae.